# الحجر (بعدان)

تعديل مصدري - تعديل

الحجر هي إحدى قرى عزلة حيسان بمديرية بعدان التابعة لمحافظة إب، بلغ تعداد سكانها 647 نسمة حسب تعداد اليمن لعام 2004.